# Madeline's Madeline
Madeline's Madeline es una película dramática estadounidense de 2018 escrita y dirigida por Josephine Decker. Está protagonizada por Helena Howard en su primer papel cinematográfico, junto a Molly Parker y Miranda July. La película sigue a una actriz adolescente a la que su director de teatro anima a desdibujar las líneas entre el personaje que interpreta y su identidad real. La película es conocida por sus imágenes experimentales y el proceso de improvisación que Decker usó para crear la historia, similar a los personajes mismos.
La película tuvo su estreno mundial en el Festival de Cine de Sundance el 22 de enero de 2018. Fue lanzado el 10 de agosto de 2018 por Oscilloscope Laboratories. La película recibió elogios de la crítica, particularmente por la actuación de Howard, que fue aclamada por IndieWire como una de las 50 mejores actuaciones de la década de 2010.

## Reparto
- Helena Howard como Madeline
- Miranda Julio como Regina
- Molly Parker como Evangeline
- Okwui Okpokwasili como la enfermera KK
- Julee Cerda como Carrie
- Sunita Mani como Asistente Max
- Felipe Bonilla como Santos, primo Elmer
- Lisa Tharps como Laura
- Curtiss Cook como George
- Reynaldo Piniella como Jaime

## Estreno
Madeline's Madeline se proyectó por primera vez en el Festival de Cine de Sundance en enero de 2018, y en los Festivales de Cine de Berlín en febrero. Oscilloscope Laboratories adquirió los derechos de distribución en EE. UU. y anunció planes para un lanzamiento general más adelante en el año. La película inicialmente se proyectó en un solo cine en Manhattan y finalmente se expandió a 31 cines.

## Recepción

### Respuesta crítica
En el agregador de reseñas Rotten Tomatoes, la película tiene un índice de aprobación del 88% basado en 123 reseñas, con una calificación promedio de 7.7/10. El consenso de los críticos del sitio web dice: " Madeline's Madeline demuestra que el cine experimental está vivo y bien, y sirve como una poderosa tarjeta de presentación para Helena Howard en su debut en la pantalla grande".Metacritic le da a la película una puntuación media ponderada de 77 sobre 100, basada en 31 críticos, lo que indica "críticas generalmente favorables".